# H. C. Cradock
H. C. Cradock, eigentlich Augusta Whiteford, verheiratete Cradock (* 1863; † 15. Oktober 1941 in Dorking), war eine englische Kinderschriftstellerin, die als Autorin die Initialen ihres Ehemanns Henry Cowper Cradock nutzte.

## Leben
Augusta Whiteford war die Tochter eines anglikanischen Geistlichen. Die spätere Lehrerin wuchs in Lincolnshire und Northamptonshire auf. 1893 heiratete sie Henry Cowper Cradock. 1905 kam ihre vermutlich einzige Tochter Aline Mary zur Welt.
1908 erschien bei George Bell & Sons in London ihr erstes Buch, The Care of babies: a reading book for girls. Die Nutzung eines männlichen Pseudonyms war bei Schriftstellerinnen zu dieser Zeit üblich (vergl. bspw. Franziska von Reitzenstein). 1909 veröffentlichte sie die Fortsetzung des Lehrbuchs mit dem Titel The Training of children from cradle to school: a guide for young mothers, teachers and nurses.
Ebenfalls 1909 wurde ihr Mann Vikar von Birstall, West Yorkshire. Von 1915 bis 1917 war er Vikar von Whitley Lower, Kirklees, und 1918 dann Kaplan im St. Peter’s Memorial Home für kranke Frauen in Woking. 1915 schrieb Augusta Cradock das erste Buch ihrer erfolgreichen „Josephine“-Reihe, eine Puppengeschichte, deren einzelne Titel bei Blackie & Son, SPCK, Thomas Nelson oder George Harrap erschienen. Neben vielen anderen von ihr verfassten Kinderbüchern erschien 1931 bei Thomas Nelson The Smith Family, ebenfalls eine Puppengeschichte, teilweise illustriert von S. G. Hulme Beaman (1887–1932) und Honor C. Appleton (1879–1951).
1927 setzte sich ihr Mann zur Ruhe und das Ehepaar zog in den Londoner Stadtteil Hendon. Am 18. Juli 1933 verstarb er. 1941 erschien Teddy Bear’s farm aus ihrer Teddybären-Geschichtenreihe, das letzte zu Lebzeiten veröffentlichte Buch, mit Strichzeichnungen von Joyce L. Brisley. Augusta Cradock verstarb 1941 im Alter von 77 Jahren in Folge eines Schlaganfalls.
Das Münchener Plattenlabel Little Teddy Recordings benannte sich nach ihrer fiktiven Teddybär-Figur.

## Veröffentlichungen
- 1908: The Care of babies: a reading book for girls. (Lehrbuch), George Bell & Sons, London.
- 1909: The Training of children from cradle to school: a guide for young mothers, teachers and nurses. (Lehrbuch), George Bell & Sons, London.
- 1916: Josephine and her dolls, Blackie & Son, London
- 1917: Josephine’s happy family, Blackie & Son, London
- 1917: The Song of the Burden of Mary
- 1918: Josephine is busy, Blackie & Son, London
- 1919: Everyday Stories to tell to Children, George G. Harrap, London
- 1919: The Big Book of Josephine, Blackie & Son, London
- 1919: Where the Dolls lived, SPCK, London
- 1920: Josephine, John and the Puppy, Blackie & Son, London
- 1920: Josephine’s Birthday, Blackie & Son, London
- 1920: Peggy’s Twins, SPCK, London
- 1922: Peggy and Joan, Blackie & Son, London
- 1922: The House of Fancy, Daniel O’Connor, London
- 1923: The Story of Pat, etc., SPCK, London
- 1925: Josephine keeps School, Blackie & Son, London
- 1926: The Bonny Book of Josephine, Blackie & Son, London
- 1926: Josephine goes Shopping, Blackie & Son, London
- 1926: The Best Teddy Bear in the World, Thomas Nelson, London
- 1927: Josephine’s Christmas Party, Blackie & Son, London/Glasgow
- 1927: Pamela’s Teddy Bears, T. C. & E. C. Jack, London/Edinburgh
- 1930: Elizabeth, Thomas Nelson, London
- 1931: Josephine keeps House, Blackie & Son, London/Glasgow
- 1931: Barbara and Peter, Thomas Nelson, Edinburgh
- 1931: The Smith Family, Thomas Nelson, Edinburgh
- 1934: Adventures of a Teddy Bear, George G. Harrap, London
- 1934: The Josephine Dolly Book, Blackie & Son, London
- 1935: More Adventures of a Teddy Bear, George G. Harrap, London
- 1936: In Teddy Bear’s House, George G. Harrap, London
- 1937: The Teddy Bear Infant Reader, George G. Harrap, London
- 1939: Josephine’s Pantomime, Blackie & Son, London/Glasgow
- 1939: Teddy Bear’s Shop, George G. Harrap, London
- 1940: Josephine goes Travelling, Blackie & Son, London/Glasgow
- 1941: Teddy Bear’s farm, George G. Harrap, London

postum
- 1951: Peggy and Joan, etc., Blackie & Son, Glasgow
- 1952: The Best Teddy Bear in the World, etc., Thomas Nelson, London
- 1952: Elizabeth, etc., London
- 1955: Pamela’s Teddy Bears, Thomas Nelson, London